# 亚历山德罗·舍普夫
亚历山德罗·舍普夫（德語：Alessandro Schöpf，發音：[aleˈsandʁo ˈʃœpf]；1994年2月7日—）是一位奧地利足球運動員，在場上的位置是中鋒。現時效力於美國職業足球大聯盟球隊溫哥華白浪。他現在也代表奧地利國家足球隊。

## 俱樂部生涯

### 沙爾克04
2016年1月7日，紐倫堡宣布舍普夫轉會沙爾克04，並簽署合同直到2019年。
儘管膝蓋受傷，他給沙爾克04教練多梅尼科·特德斯科留下了深刻的印象，足以將合同延長到2021年，並被泰代斯科稱讚“幾乎是一個全能的球員。他非常勤奮，每場比賽跑很多公里。他是個多才多藝的人，無論身在哪個位置，他都想踢球。此外，他在技術上也很精明，很勇敢，很出色我們很高興能夠繼續與他合作。”

### 比勒費爾德
2021年7月19日，舍普夫在簽署了一份為期兩年的合約後加盟德甲球隊比勒費爾德，這讓他免於隨著沙爾克04降級，繼續留在德甲。
2022年1月21日，舍普夫在2-0擊敗法蘭克福的比賽中打進了在比勒費爾德第一個德甲聯賽進球。

## 國家隊生涯
2016年3月27日，舍普夫在奧地利國家足球隊首次亮相，與阿爾巴尼亞的友誼賽第87分鐘替補上場。

## 榮譽

### 球會
拜仁慕尼黑二隊
- 巴伐利亚足球地区联赛冠軍：2014年

### 個人
- 奥地利年度最佳新人（德语：VdF-Fußballerwahl）：2016年

## 外部連結
- Soccerway資料庫：亚历山德罗·舍普夫